# Francis Masson
Francis Masson (Aberdeen, agosto de 1741 — Montreal, 23 de dezembro de 1805) foi um jardineiro, explorador, colector e ilustrador botânico que ao serviço dos Royal Botanic Gardens, Kew, se notabilizou como colector de plantas e como pioneiro na descrição da flora da Região Florística do Cabo (a região Capensis), no sul da África. Foi o primeiro caçador de plantas contratado pelos Jardins Reais de Kew.

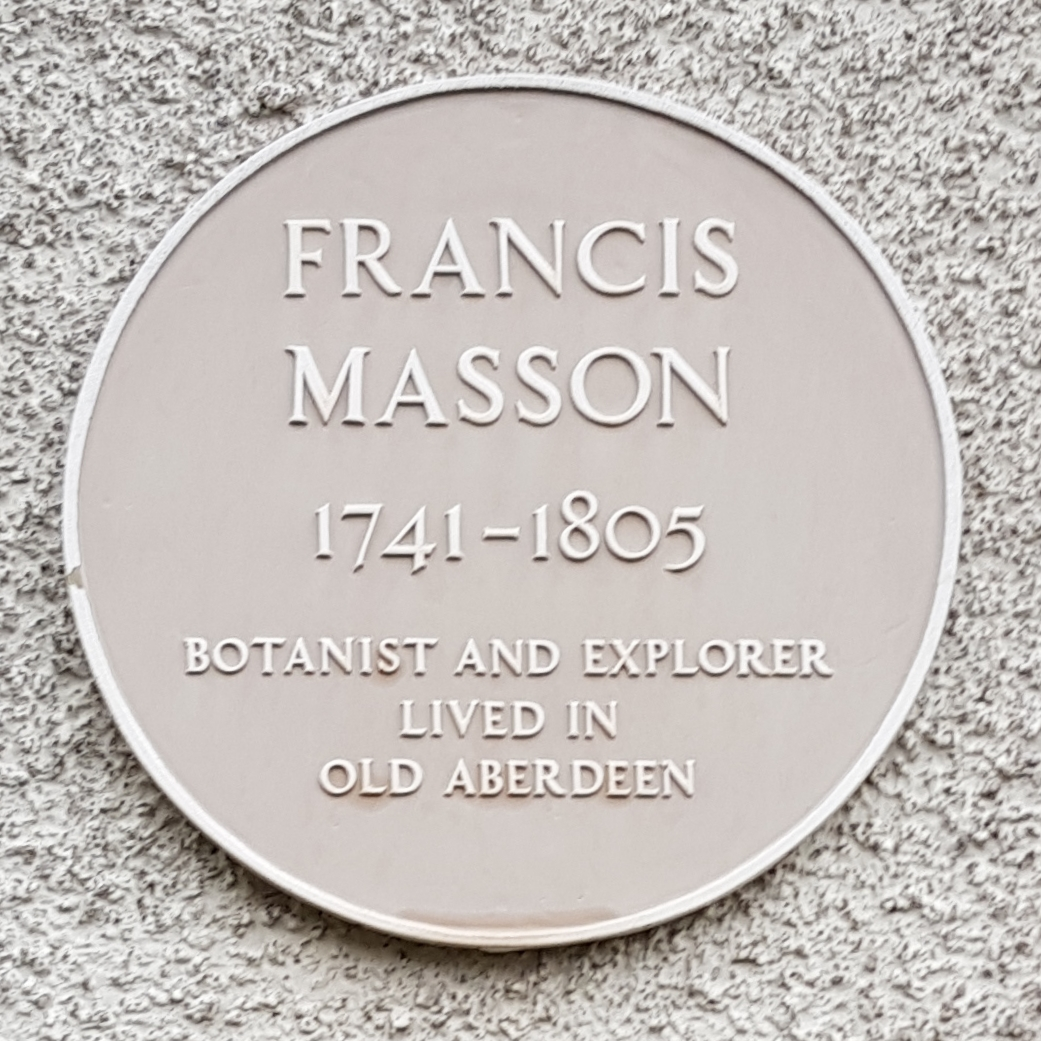
Placa comemorativa no Cruickshank Botanic Garden de Aberdeen.

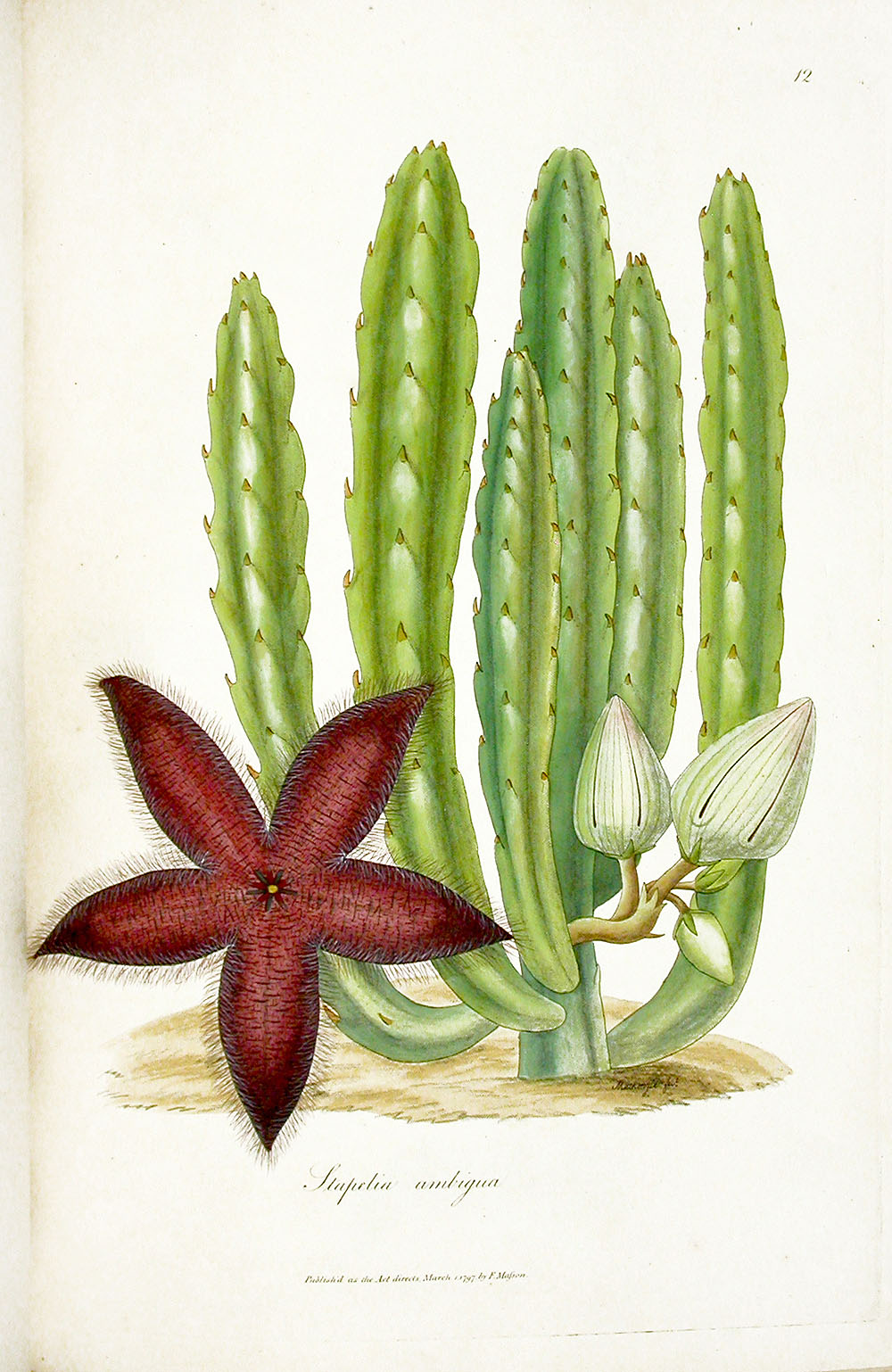
Ilustração de Stapelia ambigua (in Stapeliae Novae, 1796).

## Biografia
Francis Masson nasceu em Aberdeen, Escócia, em Agosto de 1741. Sem formação na área da botânica, foi contratado nos princípios da década de 1760 como auxiliar de jardineiro para trabalhar nos Jardins Botânicos Reais de Kew, onde foi sendo sucessivamente promovido até ser jardineiro-principal. Para além da aprendizagem como jardineiro dedicou-se ao estudo da botânica e dos métodos de herborização e de conservação de sementes, tendo como principais mestres William Aiton e Joseph Banks.
Em 1772, tornou-se o primeiro colector de plantas enviado em missão oficial pelos Jardins Botânicos Reais de Kew, indicado pelo seu director, sir Joseph Banks, para explorar a flora da África do Sul. Viajou com James Cook, a bordo do HMS Resolution chegando em outubro de 1772 à Cidade do Cabo. Permaneceu na África do Sul durante 30 meses (até 1775), durante os quais organizou várias expedições, principalmente com os botânicos suecos Anders Sparrman (1748-1820) e Carl Peter Thunberg (1743-1828). Durante este tempo enviou para a Inglaterra mais de 500 novas espécies de plantas.
Regressou a Londres em 1775, onde foi recebido com grandes louvores pelo extraordinário trabalho de exploração e colecta de plantas realizado, o que muito viera adicionar ao conhecimento científico da flora capense.
Em 1776 foi escolhido para realizar uma viagem de exploração botânica às ilhas dos arquipélagos da Madeira, Canárias, Açores e Antilhas. Em 1777 e 1778, Masson visitou as ilhas do Atlântico leste: os Açores, a Madeira e as Canárias. A partir cestas ilhas, segundo Banks, conseguiu enviar para Londres «[...] toda a sua produção, a maior parte das quais foi uma novidade para os botânicos europeus». Nos Açores visitou apenas a ilha de São Miguel, onde esteve no verão de 1777. A partir das ilhas atlânticas Masson não apenas enviou plantas e sementes de volta a Kew, mas também sementes e espécimes de herbário a Carl Linnaeus, pedindo que ele ajudasse a identificar ou dar nomes às espécies recolhidas. Mais tarde, publicou um pequeno relato da ilha de San Miguel, nos Açores, no Philosophical Transactions of the Royal Society, embora haja muito pouco sobre plantas nesta publicação.
Das ilhas atlânticas seguiu para as Caraíbas, tendo nesta missão demorado 5 anos, apenas regressando a Londres no ano de 1781. Enquanto em Grenada, Masson foi capturado e aprisionado por forças militares francesas, uma experiência traumática que o assombrou durante o resto da sua vida. Embora tenha sido libertado pouco depois, as suas colecções deterioraram-se durante a espera necessária para garantir uma passagem segura de regresso a Londres, o que foi agravado ao ser atingido por um furacão em Saint Lucia, o qual destruiu quase totalmente o pouco que havia sobrevivido.
Regressado a Kew, Masson considerou a vida de jardinagem tediosa em comparação com as viagens de exploração e solicitou a Banks nova oportunidade de partir em missão de exploração botânica. No entanto, a guerra com a França tornou esses empreendimentos cada vez mais difíceis pelo que só em 1783 foi enviado para colectar plantas na Península Ibérica e no noroeste da África, tendo percorrido algumas regiões de Portugal, Espanha e Marrocos e visitado novamente a ilha da Madeira.
Em Outubro de 1785, a seu pedido, partiu novamente de Londres com destino à África do Sul, onde permaneceu até Março de 1795, ano em que deixou a Cidade do Cabo com destino a Londres. Contudo, o clima político havia mudado muito desde sua primeira visita, devido à ocorrência em 1781 de um tentativa de anexação do Cabo realizada por uma força expedicionária britânica. As restrições impostas ao seus movimentos pelo governador causaram considerável frustração a Masson e quando regressou a Inglaterra em Março de 1795, as suas colecções de plantas tinham pouca comparação com as de sua primeira expedição triunfante. Pelo trabalho realizado nesta região, é considerado o pai da investigação botânica na África do Sul, onde descobriu mais de 400 espécies novas, alargando o conhecimento das ericáceas e das plantas bolbíferas em geral.
Em Setembro de 1797, após ter solicitado junto de sir Joseph Banks a realização de uma missão de exploração ao Canadá, partiu para a América do Norte. A viagem para a América do Norte foi particularmente acidentada, tendo o navio que o transportava sido capturado por um pirata francês. Antecipando a execução, Masson e seus companheiros de viagem ficaram muito aliviados ao serem transferidos para um navio alemão com destino a Baltimore, de onde conseguiram garantir uma passagem para New York, onde chegaram em Dezembro daquele ano. Durante os sete anos seguintes, viajou amplamente pelo nordeste da América do Norte, especialmente pela região dos Grandes Lagos, visitando a Península de Niagara e as margens do Lago Ontário. Colectando plantas e sementes, que enviava regularmente para Joseph Banks, juntou uma enorme colecção de sementes e espécimes de árvores frutíferas e de plantas herborizadas. Apesar disso, do seu trabalho resultaram apenas 24 novas espécies, uma contagem minúscula em comparação com seus espólios sul-africanos.
Faleceu em Montreal a 23 de Dezembro de 1805, após um curto período de doença. Foi sepultado no dia de Natal de 1805 na Scotch Presbyterian Church (mais tarde conhecida como a St. Gabriel Street Church).
Além de extraordinário explorador e colector, Francis Masson foi um óptimo ilustrador, ilustrando a maior parte das suas descobertas com desenhos da sua autoria.
O único livro publicado por Francis Masson, intitulado Stapeliae Novae, versando as plantas suculentas da África do Sul, foi publicado em 1796.
Descobriu aproximadamente 1700 novas espécies, entre as quais as seguintes:
| - Agapanthus inapertus - Amaryllis belladonna - Zantedeschia aethiopica - Strelitzia reginae | - Senecio cruenta - Protea cynaroides - Kniphofia rooperi - Trillium grandiflorum |

O género Massonia, de plantas com flor da família Asparagaceae, foi nomeado por Carl Peter Thunberg em sua homenagem tomando o seu nome como epónimo. Existe uma placa comemorativa que o recorda no Cruickshank Botanic Garden, em Old Aberdeen, na Escócia.

## Publicações
Francis Masson foi essencialmente um explorador e um colector, fornecendo espécimes que eram conservados em Kew e distribuídos por múltiplos botânicos da época que descreviam as novas espécies. Para além de comunicações dispersas pelos periódicos botânicos é autor da seguinte obra, ricamente ilustrada pelo próprio autor:
- Stapeliæ novæ; or, a collection of several new species of that genus, discovered in the interior parts of Africa, Londres, 1776 (sobre as suculentas do sul da África pertencentes ao tempo ao género Stapelia, conhecidas por "carrion-flowers" (flores de carniça) devido ao seu mau a carne putrefacta).
- “An account of three journeys from Cape Town to the southern parts of Africa . . . ,” Philosophical Trans. of the Royal Soc. of London: 66 (1776): 268–317.
- “An account of the Island of St. Miguel . . . ,” Philosophical Trans. of the Royal Soc. of London: 68 (1778): 601–10.

Uma colecção de seus espécimes e de aguarelas de plantas da sua autoria está depositada no Museu Britânico (British Museum).

## Galeria
Algumas ilustrações de plantas da Região Biogeográfica do Cabo da Boa Esperança executadas por Francis Masson:

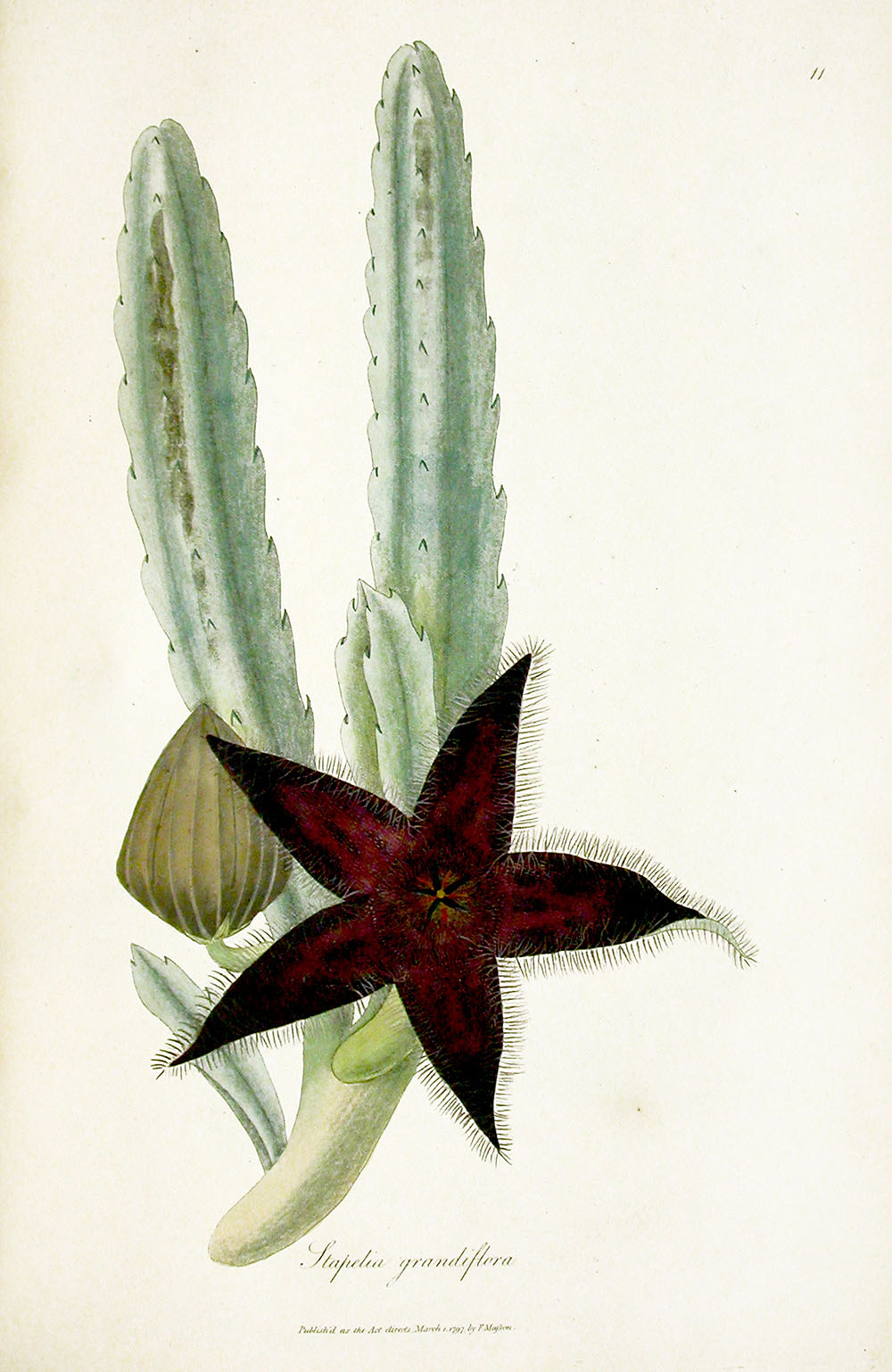
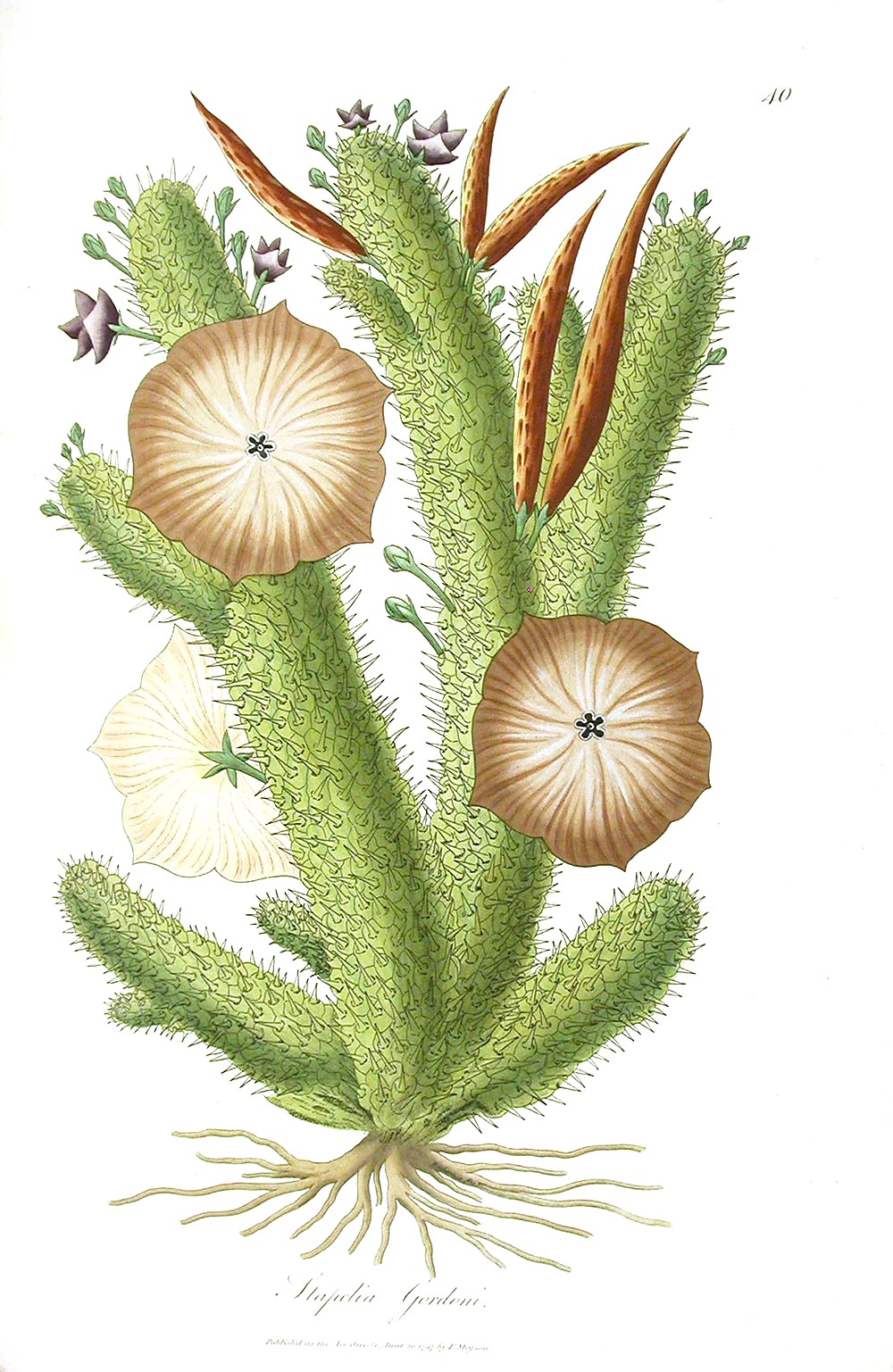
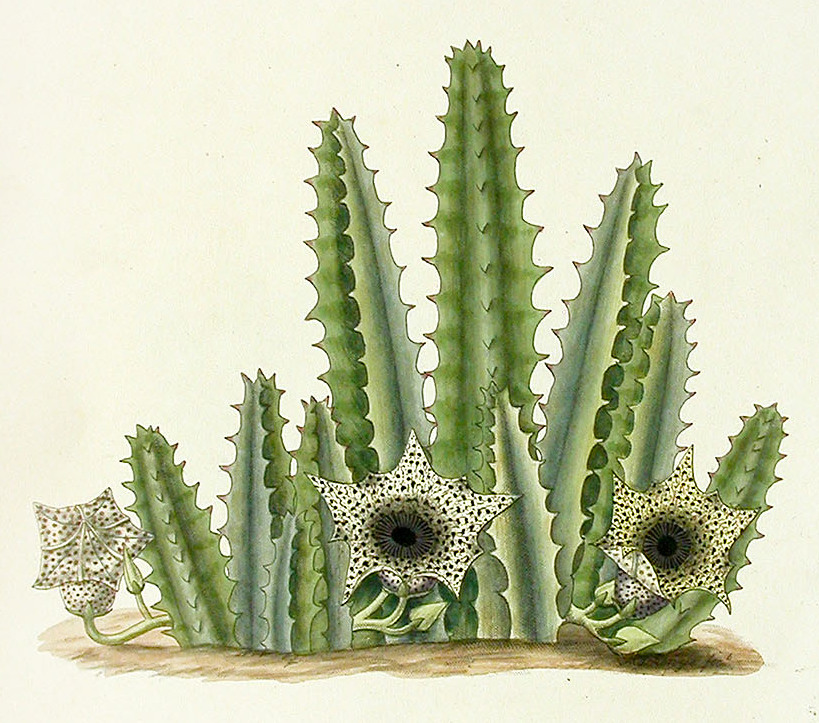
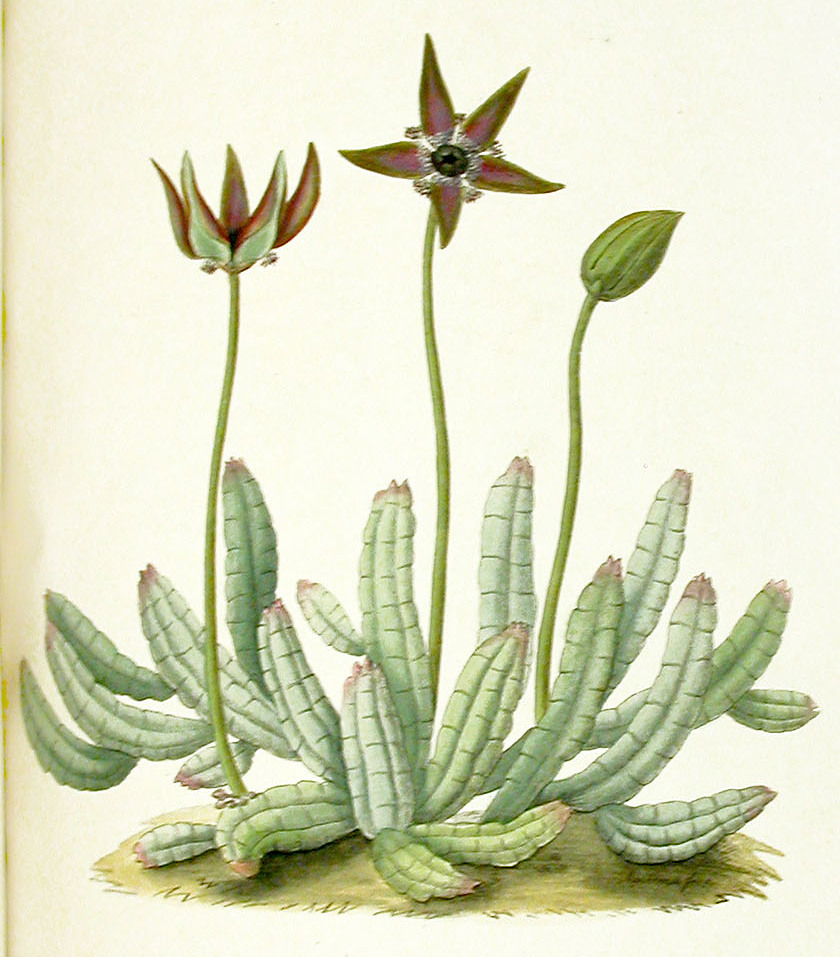